# Кубок домашних наций 1905
Кубок домашних наций 1905 (англ. 1905 Home Nations Championship — Чемпионат домашних наций 1905) — 23-й в истории регби Кубок домашних наций, прародитель современного регбийного Кубка шести наций. Турнир прошёл с января по март.
В 4-й раз в истории победу одержала сборная Уэльса, завоевав также в 4-й раз в своей истории Тройную корону. Спустя 9 месяцев сборная Уэльса совершила историческое достижение, обыграв новозеландскую сборную, известную как «Ориджинал Олл Блэкс»: эта игра стала называться «матчем столетия».

## Итоговая таблица
| Место | Сборная   | Игры    | Игры   | Игры  | Игры      | Очки в матчах | Очки в матчах | Очки в матчах | Очки в турнире |
| Место | Сборная   | Сыграно | Победы | Ничьи | Проигрыши | Забито        | Пропущено     | Разница       | Очки в турнире |
| ----- | --------- | ------- | ------ | ----- | --------- | ------------- | ------------- | ------------- | -------------- |
| 1     | Уэльс     | 3       | 3      | 0     | 0         | 41            | 6             | +35           | 6              |
| 2     | Ирландия  | 3       | 2      | 0     | 1         | 31            | 18            | +13           | 4              |
| 3     | Шотландия | 3       | 1      | 0     | 2         | 16            | 17            | −1            | 2              |
| 4     | Англия    | 3       | 0      | 0     | 3         | 3             | 50            | −47           | 0              |

## Сыгранные матчи
- 14 января 1905, Кардифф: Уэльс 25:0 Англия
- 4 февраля 1905, Эдинбург: Шотландия 3:6 Уэльс
- 11 февраля 1905, Корк: Ирландия 17:3 Англия
- 25 февраля 1905, Эдинбург: Шотландия 5:11 Ирландия
- 11 марта 1905, Суонси: Уэльс 10:3 Ирландия
- 18 марта 1905, Ричмонд: Англия 0:8 Шотландия